# 瑞丽江-大盈江国家级风景名胜区
瑞丽江－大盈江国家级风景名胜区，简称两江风景名胜区，是云南省德宏傣族景颇族自治州的一个风景区，1994年被国务院列入第三批国家级风景名胜区。

## 景区划分
瑞丽江－大盈江国家级风景名胜区包含芒市片区、瑞丽片区、盈江片区，分为“核心景区”与“其他景区”两个部分，核心景区包括芒市片区三仙洞核心区、瑞丽片区洞上允核心区、瑞丽片区莫里核心区、瑞丽片区南宛河核心区、盈江片区铜壁关核心区；其他景区包括孔雀湖、凯邦亚湖、麻栗坝水库、龙江水库、姐勒水库、弄另水库等景点。

## 问题与管理
瑞丽江－大盈江国家级风景名胜区存在面积过大、景点分散、结构松散、基础设施落后的问题。曾因为管理不当、将莫里热带雨林景区（瑞丽片区莫里核心区）经营管理权限交由企业运行，没有设立景区标志标牌，景区内修建大量水电站等问题，在2007年被建设部黄牌警告。
2017年1月13日，德宏傣族景颇族自治州第十四届人民代表大会第五次会议表决通过《云南省德宏傣族景颇族自治州瑞丽江－大盈江国家级风景名胜区保护管理条例(草案)》。

## 统计数据
| 年份 | 游人量（万人） | 经营收入（万元） | 参考  |
| ---- | -------------- | ---------------- | ----- |
| 2013 | 191.6          |                  | [ 5 ] |
| 2014 | 215            |                  | [ 6 ] |
| 2015 | 251.3          |                  | [ 7 ] |
| 2016 | 378.6          | 1,545            | [ 8 ] |
| 2017 | 536.5          | 1,766            | [ 9 ] |